# 세르비안 필름
세르비안 필름(세르비아어: Српски филм / A Serbian Film, Srpski film)은 2010년에 공개된 세르비아의 공포 영화이다.
강간과 아동 성학대 등이 직접적으로 표현이 되어 문제가 되었으며, 7개 이상의 나라에서 상영 금지가 되었다. 대한민국에서는 제한상영가 등급이 지정되어 상용 극장 내에서의 상영이 사실상 금지되었다.

## 출연

### 주연
- 스디안 토도로빅
- 세르게이 트리푸노빅

### 조연
- 네나드 헤라코빅
- 제레나 가브릴로빅
- 카타리나 주틱
- 슬로보던 베스틱
- 아나 세킥
- 레나 보그다노빅

## 기타
- 의상: 야스미나 사나데르